# Jakob Weller
Pour les articles homonymes, voir Weller.
Jacob Weller (1602-1664) est un théologien évangélique allemand.

## Biographie
Né en 1602 à Markneukirchen, il enseigne la philosophie à Wittemberg, la théologie et les langues orientales à Meissen, et finit par être premier prédicateur de la cour de Dresde, où il meurt.
On a de lui :
- des oraisons funèbres ;
- des sermons estimés ;
- une Grammaire grecque, souvent réimprimée, et qui a été commentée par J. Fréd. Fischer (Leips. 1748).

## Source
Marie-Nicolas Bouillet  et Alexis Chassang (dir.), « Jacques Weller » dans Dictionnaire universel d’histoire et de géographie, 1878 (lire sur Wikisource)